# Polvoreira
Polvoreira es una freguesia portuguesa del concelho de Guimarães, con 3,21 km² de superficie y 3.813 habitantes (2001). Su densidad de población es de 1 187,9 hab/km².